# L'Ange de Noël (pel·lícula de 1905)
L'Ange de Noël o Détresse et Charité, estrenada als Estats Units com The Christmas Angel i al Regne Unit. com The Beggar Maiden, és un curtmetratge mut francès de 1905 dirigida per Georges Méliès. Va ser estrenat per la Star Film Company de Méliès i està numerat del 669 al 677 als seus catàlegs.

## Argument
Per Nadal, una nena i la seva família viuen en la pobresa; la mare de la noia està malalta i postrada al llit. El pare demana a la noia que vagi a París i demani almoina. La noia troba una església, però és apartada pels captaires professionals que treballen als seus esglaons i no pot aconseguir almoina. Intenta demanar menjar a una fleca, però és expulsada de nou. Quan cau la nit, s'enfonsa i s'adorm; un drapaire s'apiada d'ella, comparteix el seu tros de pa amb ella i li dona el seu xal. Després d'agrair al drapaire i acomiadar-se, la noia segueix endavant. Sola en una tempesta de neu, torna a col·lapsar-se.
Es van fer dos finals per a la pel·lícula. A la versió per al públic francès, la noia captaire mor congelada després del seu col·lapse, i la seva ànima és portada al cel per l'Àngel de Nadal del títol. En la versió per al públic britànic i nord-americà, una parella rica que passa en un automòbil rescata la noia, la porta a casa i ofereix regals a la seva família. Com ha assenyalat la historiadora del cinema Elizabeth Ezra, "aquestes diferències suggereixen que la predilecció de l'audiència nord-americana per un final feliç ja estava ben establerta a principis de segle."

## Producció

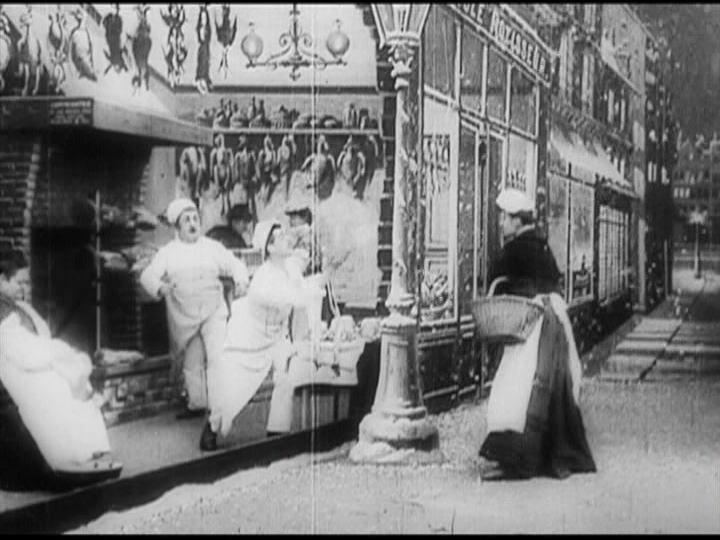
El conjunt de fleca, dissenyat en secció transversal

Méliès interpreta tres papers a la pel·lícula: el drapaire, un captaire amb crosses i un venedor de carbó. El paper principal de la noia captaire és interpretat per Rachel Gillet. (Segons el catàleg estatunidenc, que subratlla repetidament que la pel·lícula està ambientada a París, el nom del personatge és Marie.) L'automòbil que es veu al final britànic i estatunidenc va ser reutilitzat a la pel·lícula posterior de Méliès Le Raid Paris-Monte Carlo en deux heures. La pel·lícula es basa més en el realisme del que és habitual per a Méliès, i assenyala els seus intents de canviar el seu estil de fantasia per adaptar-se a les tendències populars del cinema.
Els efectes especials utilitzats a la pel·lícula inclouen pirotècnia, neu artificial, superposició i fosa. La pel·lícula també destaca per incloure un conjunt de secció transversal, que permet a Méliès mostrar tant l'interior com l'exterior de la fleca; Altres pel·lícules de Méliès que inclouen un paisatge transversal inclouen Le Voyage à travers l'impossible, L'Hôtel des voyageurs de commerce, Jack le ramoneur, i Le Tunnel sous la Manche ou le Cauchemar franco-anglais. Un altre efecte escènic es produeix quan el drapaire es troba amb la noia captaire; quan encén la seva llanterna per veure-la millor, s'afegeix un corrent de llum simulat, pintat en blanc al paisatge, utilitzant un escamoteig.
A la Filmoteca de Catalunya hi ha una impressió de la pel·lícula colorida amb plantilla. Es desconeix si Méliès va autoritzar la coloració, ja que el procés de la plantilla és molt inusual en la seva obra; normalment, les seves pel·lícules eren acolorides utilitzant un mètode totalment a mà alçada supervisada per la colorista Elisabeth Thuillier.